# Sh2-165
Sh2-165 è una nebulosa a emissione visibile nella costellazione di Cassiopea.
Si individua nella parte orientale della costellazione, quasi a metà strada fra le stelle Caph e ι Cephei; il periodo più indicato per la sua osservazione nel cielo serale ricade fra i mesi di agosto e gennaio ed è notevolmente facilitata per osservatori posti nelle regioni dell'emisfero boreale terrestre, dove si presenta circumpolare fino alle regioni temperate calde.
Si tratta di una regione H II situata sul bordo esterno del Braccio di Orione, a circa 1600 parsec (circa 5220 anni luce) di distanza; la stella responsabile della sua ionizzazione sarebbe BD 61+2494, una stella Be di classe spettrale B0V di magnitudine 10,1. In direzione della nebulosa si osserva la sorgente di radiazione infrarossa IRAS 23378+6134 e una nube molecolare con una massa di circa 6000 M⊙. Il resto di supernova G114.3+0.3, visibile anch'esso nelle vicinanze, non sarebbe legato alla nebulosa, trovandosi a una distanza maggiore.